# Vrå-udstillingen
Vrå-udstillingen hører til gruppen af kunstnersammenslutninger i Danmark. Udstillingen daterer sig tilbage til 1942, hvor maleren Svend Engelund indledte ophængningerne af kunst på Vrå Højskole, da han på opfordring af forstander Arne Brandt Pedersen i skolernes efterårsferie viste 30 malerier og tegninger i højskolens samlingsstue.
Det var under 2. Verdenskrig, Danmark var besat, og Vrå Højskole blev i februar 1944 beslaglagt af besættelsesmagten til brug som kaserne for soldater på vej fra Norge mod fronterne, som nærmede sig Tysklands grænser. I befrielsesåret 1945 genoptoges kunstudstillingerne, nu med deltagelse af flere kunstnere: Inga og Alex Secher, og året efter Johannes Hofmeister, Margrethe Skriver Svendsen, Emil Jensen og Agnete Bjerre.

## Udstillingens historie
Udstillingerne voksede og flyttede fra højskolens samlingsstue til gymnastiksalen, hvor væggenes ribber blev tildækket med papir. Udstillingen var nu blevet en kunstnersammenslutning, som man kunne blive medlem af, og kvalitetskrav til de udstillende kunstnere blev sat højt fra starten. Desuden havde kun kunstnere med tilknytning til Vendsyssel mulighed for at indtræde som medlem, ikke dog nødvendigvis bosatte i landsdelen. Grundstenen til Vrå-udstillingen var blevet lagt i 1942 af Svend Engelund, og i 1950 omdøbtes udstillingen til Vrå-udstillingen.

### Arkitekter, forfattere, vævere, glaskunstnere
I 1952, ved ti års jubilæet, bestod Vrå-udstillingen af ti medlemmer. For første gang blev der trykt et udstillingskatalog, og der blev afholdt lotteri med gevinster i form af værker, skænket af de udstillende kunstnere. Man begyndte at invitere gæsteudstillere med, og som gæster deltog kunstnere fra også andre kunstgenrer: fotografer, forfattere, komponister, keramikere, arkitekter og vævere. I1962 udstillede som gæster fotografen Svend Thomsen og arkitekten Leopold Teschl, og i 1974 væverne Jette Erlandsen, Mille Heerup, Berit Hjelholt og Helle Kastrup Olsen, samt glaskunstneren Per Lütken.
Det blev en tradition at knytte arkitekter til udstillingen. Arkitektfirmaet Friis & Moltke udstillede første gang i 1965, og siden blev arkitekten Knud Friis en tæt medvirkende, både til Vrå-udstillingens liv og til flere af de udstillende kunstnere i form af samarbejde om udsmykningsopgaver med dem på de større byggerier landet over. Knud Friis skriver om samarbejdet: Den samarbejdende og arkitekturvendte interesse er blevet en tydelig del af Vraa-udstillingen, en særlig kunstnerisk disciplin, som supplerer, men på ingen måde konkurrerer med den oprindelige og populære udstilling af selvstændige kunstværker, malerier og skulpturer, der umiddelbart appellerer til publikum. Her er tale om det, man underligt konstrueret eller meget intetsigende kalder "integreret samarbejde" og "kunstnerisk udsmykning". Det drejer sig om en kunstnerisk proces og udtryksmåde på ganske andre betingelser end de sædvanlige, Her stilles der særlige krav til kunstnerne om interesse, indlevelse og forståelse for arkitekturen og dens udtryksmidler, og til arkitekterne om at vise åbenhed, tage imod kritik og tænke forfra.
Den første forfatter på udstillingen var Hans Mølbjerg, og senere kom Knud Holst og F. P. Jac til. Deres bidrag var ord i katalogerne - digtekunst, eller små stykker prosa - men flere af Vrå-udstillingens billedkunstnere har samarbejdet med forfattermedlemmerne med hensyn til illustrationer af digte eller digte, skrevet til billeder, for eksempel Poul Winther, Peter Hentze og Poul Skov Sørensen.
Een forfatter, Peter Mouritzen, udstillede i 1997 på den måde, at han deltog med en versificeret rimhistorie på 60 vers Der er ulv i mosen, som han selv læste op i udstillingsperioden.

### Smykkekunstnere, keramikere og komponister
I 1971 blev guldsmedene Bent Exner og Helga Exner medlemmer, i 1986 blev keramikeren Tove Anderberg medlem. Her skelnedes heller ikke mellem kunst og kunsthåndværk - deres værker indgik og indgår i dag på lige fod med de øvrige værker i de skiftende udstillinger, lige som værkerne af arkitekter, forfattere og komponister, som eksempelvis Vagn Holmboe. I jubilæumskataloget 2002 karakteriserede kunsthistorikeren, museumsinspektør Birgitte Anderberg Vrå-udstillingens særegenhed blandt kunstudstillinger og kunstnersammenslutninger således: Vrå-udstillingen har stærke traditioner: Den hylder en helhedsopfattelse af kunsten, der ikke begrænser sig til billedkunstens traditionelle genrer - maleri, grafik og skulptur - men også andre medier, som keramik, vævning, ædel metal på den ene side, og video og fotografi på den anden, ligesom den inkluderer alle kunstens områder fra arkitektur til digtning og musik. Og den viderefører i store træk en naturalistisk grundtone, der lå til grund for den moderne kunsts fødsel i det 19. århundrede.
Vrå-udstillingen er således helt i T. S. Eliots ånd, som når han i essaysamlingen med den religiøst organiske titel "The sacred Wood" (Det hellige træ) i 1922, beskrev traditionen som en historisk fornemmelse og ikke mindst en evne til at opfatte ikke fortidens fortidighed, men også dens nutidighed. Denne historiske forståelse, som er en fornemmelse for det tidløse såvel som for det tidslige, og for det tidløse og det tidslige sammen.

### Friis-salen, Kunstbygningen-Engelundsamlingen
Historien om Vrå-udstillingen kan ikke fortælles uden også at fortælle om tilbygning og udbygning. Ved udstillingens 25 års jubilæum blev Gymnastiksalens ikke optimale forhold til kunstudstillinger omtalt afslutningsvis i Ib Sindings anmeldelse i Jyllands-Posten: Tilbage er kun et jubilæumsønske. At lysforholdene kommer i orden. Her var en opgave for kulturcenter-udvalget - eller hvem det nu ellers måtte sortere under - at gå i lag med. Vi må have ovenlys i Vrå!
Behovet for meget mere plads til udstillingerne blev således mere tydeligt, og den 12. marts 1971 var der rejsegilde på den nye kunstsal, Friis-salen, opkaldt efter arkitekten Knud Friis, der tegnede tilbygningen med det specielle ovenlys og den udbredte midterflade i rummet, mellem de bærende søjler.
Den nye sal gav større muligheder for varierede ophængninger gennem årene og langt i større ro om værkerne. Efterhånden voksede antallet af nytilkomne medlemmer som Poul Anker Bech, Søren Elgaard, Knud Erik Færgemann, Berit Hjelholt, Bente Linnemann, Gerda Thune Andersen, Bent Sørensen og Sigrid Lütken m. fl. Dette kunne give anledning til overvejelser om mere plads.
Den 30. maj 1992 indviedes et nyt stort og smukt byggeri, Kunstbygningen i Vrå, efter en idé udsprunget af medlem af kommunalbestyrelsen i Løkken-Vrå Kommune, Aksel Hansen. Projektet indeholdt et nyt udstillingsområde sammenbygget med Friis-salen og gymnastiksalen ved en mellemgang. Byggeriet skulle have en anselig størrelse, idet man udover den efterhånden anselige mængde udstillere nu havde modtaget en stor donation fra Svend Engelund og hans familie: 38 malerier og 103 skitser, som i sommeren 1990 blev vist på en separat udstilling. Arkitekt Nils Engelund udarbejdede sammen med sin kompagnon Palle Holsting tegningerne til den nye kunstbygning. Indvielsen blev foretaget af Niels Højlund, formanden for Kulturfonden, oprettet 1. januar 1990 af kulturminister Ole Vig Jensen.

### Nyere tid, fællesskab med byen Vrå
En gennemgang af katalogerne og jubilæumsbøgerne for Vrå-udstillingen viser, at medlemmerne af udstillingen har givet plads til vidt forskellige kunstneriske udtryk gennem årene, gennem gæsteoptræden af et stort antal kunstnere og ved optagelse af nye medlemmer. Medlem af udstillingen, arkitekten Jacob Blegvad skrev i et forord til kataloget i 2000: Vrå-udstillingen har været karakteriseret ved hvert år at udvise en utrolig mangfoldighed af kunstneriske udtryk. Det har altid været en overraskende, fornyende og inspirerende oplevelse, båret, som den er, af de mange udstilleres kunnen, seriøsitet og stædige arbejde for at videreudvikle deres udtryksmidler. Dette er nok endnu en af årsagerne til, at Vrå-udstillingen er en af Nordjyllands bedste tilbagevendende begivenheder.
Udstillingsbestyrelsen og medlemmerne har i de seneste år skabt et samarbejde med Vrå by om midlertidige udsmykninger i byrummene under Vrå-udstillingens forløb med titlen Tema Vrå. Projektet kulminerede i 2021, 150 års jubilæuet for byen.

## Vrå-udstillingens betydning i tiden
Om Vrå-udstillingens betydning i forhold til tradition og nybrud og udstillingens betydning som et kvalificeret bindeled mellem Nord-, Øst- og Vestdanmark formulerede tidligere rektor ved Kunstakademiet Else Marie Bukdahl sig i udstillingens jubilæumskatalog 2022. Hun afsluttede sin artikel således Når billedkunst og arkitektur kan tilkendes en eksistentiel og samfundsmæssig betydning, skyldes det i første række, at den afslører dele af virkeligheden, som vi ikke kender, frembringer en bevidsthedsudvidelse, lærer os at tænke alsidigt og konkret og advarer os mod at lade os forblænde af intellektuelle teorier og politiske idéer. Både billedkunst og arkitektur lærer os, at livet er rigere end nogen enkeltteori kan indfange.

## Vrå-udstillingens medlemmer
Billedkunstnere 2025
- Gerda Thune Andersen
- Jane Balsgaard
- Katja Bjørn
- Ole Broager
- Peter Callesen
- Christina Capetillo
- Jette Debois
- Kirsten Dufour
- Søren Elgaard
- Helga Exner
- Niels Fabæk
- Hjördis Haack
- Christina Hamre
- Finn Heiberg
- Bárdur Jákupsson
- Karen Havskov Jensen
- Anders Kirkegaard
- Bruno Kjær
- Kirsten Klein
- Karin Birgitte Lund
- Karen Gabel Madsen
- Erland Knudssøn Madsen
- Ulrik Møller
- Marit Benthe Norheim
- Hans Pauli Olsen
- Jesper Rasmussen
- Lene Rasmussen
- Morten Schelde
- Gorm Spaabæk
- Hartmut Stockter
- Bjarke Regn Svendsen
- Bjarne Werner Sørensen
- Kurt Tegtmeier
- Laila Westergaard
- Thomas Wolsing
- Claus Ørntoft

Arkitekter 2022
- Arkitektfirmaet C. F. Møller A/S, v. Klavs Hyttel
- Arkitektfirmaet Vilhelmsen, Marxen & Bech-Jensen A/S, v. Mette Viuf
- Cubo Arkitekter A/S, v. Lars Juel Thiis
- Friis & Moltke A/S, v. Palle Hurwitz
- Hahn Lavsen
- Henning Larsen Architects, v. Louis Becker
- Svendborg Architects, v. Johnny Svendborg
- VEGA Landskab